# Campeonato de Primera B Nacional 2000-01
El Torneo Primera B Nacional 2000-01 fue la decimoquinta temporada disputada de la categoría de Primera B Nacional. Este torneo no tuvo modificaciones a comparación del anterior, salvo los descensos, por lo que se dividió en dos grupos, Interior y Metropolitana, de los que se clasificaron los dos primeros de cada grupo para disputar el cuadrangular que designó al campeón.
Los equipos que estaban ubicados del tercer al sexto puesto, inclusive, de cada zona jugaron por el segundo ascenso. Hubo siete descensos: dos por cada zona con peores promedios y, sumados a estos, tres equipos más con bajos promedios (excluyendo a los peores de cada zona).
En el torneo se incorporaron Gimnasia y Esgrima (Jujuy), Ferro Carril Oeste e Instituto (Córdoba) (descendidos de Primera División; Instituto por Promoción tras perder con Almagro); Estudiantes (Bs. As.) (campeón de Primera B Metropolitana) y General Paz Juniors (campeón del Torneo Argentino A).
El campeón fue Banfield, al ganarle la final del cuadrangular a Quilmes, en ambos partidos (2 a 1 y 4 a 2).

## Ascensos y descensos
| Torneo          | Descendidos de la Primera B Nacional 1999-00 |
| --------------- | -------------------------------------------- |
| Argentino A     | Aldosivi                                     |
| Argentino A     | Gimnasia y Tiro (Salta)                      |
| B Metropolitana | Argentino de Rosario                         |
| B Metropolitana | Deportivo Español                            |
| B Metropolitana | Deportivo Morón                              |
| B Metropolitana | Temperley                                    |

| Torneo          | Ascendidos a la B Nacional 2000-01 |
| --------------- | ---------------------------------- |
| Argentino A     | General Paz Juniors                |
| B Metropolitana | Estudiantes (BA)                   |

| Pos.      | Ascendidos a la Primera División 2000-01 |
| --------- | ---------------------------------------- |
| Campeón   | Huracán                                  |
| Gan. Red. | Los Andes                                |
| Promoción | Almagro                                  |

| Prom. | Descendidos de la Primera División 1999-00 |
| ----- | ------------------------------------------ |
| 17.º  | Instituto                                  |
| 19.º  | Gimnasia y Esgrima (J)                     |
| 20.º  | Ferro Carril Oeste                         |

- De esta manera, el número de equipos se redujo a 30.

## Equipos Zona Interior
| Equipo                   | Ciudad                 | Estadio                    | Capacidad |
| ------------------------ | ---------------------- | -------------------------- | --------- |
| Almirante Brown          | Arrecifes              | Municipal de Arrecifes     | 12.000    |
| Atlético de Rafaela      | Rafaela                | Nuevo Monumental           | 26.660    |
| Atlético Tucumán         | San Miguel de Tucumán  | Monumental José Fierro     | 32.700    |
| Cipolletti               | Cipolletti             | La Visera de Cemento       | 12.000    |
| General Paz Juniors      | Córdoba                | General Paz Juniors        | 30.000    |
| Gimnasia y Esgrima (CdU) | Concepción del Uruguay | Manuel y Ramón Núñez       | 9.000     |
| Gimnasia y Esgrima (J)   | San Salvador de Jujuy  | 23 de Agosto               | 23.000    |
| Godoy Cruz               | Godoy Cruz             | Malvinas Argentinas        | 40.270    |
| Independiente Rivadavia  | Mendoza                | Bautista Gargantini        | 24.000    |
| Instituto                | Córdoba                | Juan Domingo Perón         | 32.000    |
| Juventud Antoniana       | Salta                  | Fray Honorato Pistoia      | 12.000    |
| Olimpo                   | Bahía Blanca           | Roberto Natalio Carminatti | 15.000    |
| Racing                   | Córdoba                | Miguel Sancho              | 15.000    |
| San Martín (M)           | General San Martín     | General José de San Martín | 8.782     |
| San Martín (SJ)          | San Juan               | Ingeniero Hilario Sánchez  | 19.500    |
| San Martín (T)           | San Miguel de Tucumán  | La Ciudadela               | 26.500    |
| Villa Mitre              | Bahía Blanca           | Estadio Roberto Carminatti | 12.000    |

### Distribución geográfica de los equipos
| Región                                   | Cant. | Equipos                                              |
| ---------------------------------------- | ----- | ---------------------------------------------------- |
| Interior de la provincia de Buenos Aires | 3     | Almirante Brown (A), Olimpo y Villa Mitre            |
| Córdoba                                  | 3     | General Paz Juniors, Instituto y Racing (C)          |
| Mendoza                                  | 3     | Godoy Cruz, Independiente Rivadavia y San Martín (M) |
| Tucumán                                  | 2     | Atlético Tucumán y San Martín (T)                    |
| Entre Ríos                               | 1     | Gimnasia y Esgrima (CdU)                             |
| Jujuy                                    | 1     | Gimnasia y Esgrima (J)                               |
| Río Negro                                | 1     | Cipolletti                                           |
| Salta                                    | 1     | Juventud Antoniana                                   |
| San Juan                                 | 1     | San Martín (SJ)                                      |
| Santa Fe                                 | 1     | Atlético de Rafaela                                  |

## Equipos Zona Metropolitana
| Equipo              | Ciudad           | Estadio                           | Capacidad |
| ------------------- | ---------------- | --------------------------------- | --------- |
| All Boys            | Buenos Aires     | Islas Malvinas                    | 21 500    |
| Arsenal             | Sarandí          | Julio Humberto Grondona           | 16 300    |
| Banfield            | Banfield         | Florencio Sola                    | 34 900    |
| Central Córdoba (R) | Rosario          | Gabino Sosa                       | 18 000    |
| Defensa y Justicia  | Florencio Varela | Norberto "Tito" Tomaghello        | 20 000    |
| El Porvenir         | Gerli            | Enrique De Roberts                | 14.000    |
| Estudiantes         | Caseros          | Ciudad de Caseros                 | 16 740    |
| Ferro Carril Oeste  | Buenos Aires     | Arquitecto Ricardo Etcheverri     | 24 268    |
| Nueva Chicago       | Buenos Aires     | República de Mataderos            | 25 000    |
| Platense            | Vicente López    | Ciudad de Vicente López           | 31 030    |
| Quilmes             | Quilmes          | Centenario Dr. José Luis Meiszner | 30 200    |
| San Miguel          | San Miguel       | Malvinas Argentinas               | 10 000    |
| Tigre               | Victoria         | José Dellagiovanna                | 28 680    |

### Distribución geográfica de los equipos
| Región                 | Cant. | Equipos |
| ---------------------- | ----- | --- |
| conurbano bonaerense   | 9     | Arsenal, Banfield, Defensa y Justicia, El Porvenir, Estudiantes (BA), Platense, Quilmes, San Miguel y Tigre |
| Ciudad de Buenos Aires | 3     | All Boys, Ferro Carril Oeste y Nueva Chicago                                                                |
| Santa Fe               | 1     | Central Córdoba (R)                                                                                         |

## Formato

### Competición
Los 30 equipos de la categoría fueron divididos en 2 zonas, una de 17 equipos conformada por equipos indirectamente afiliados, y otra de 13 equipos, conformada por directamente afiliados a la AFA. Cada zona disputó un torneo de 34 y 26 fechas respectivamente, por el sistema de todos contra todos a dos ruedas, ida y vuelta, quedando un equipo libre por fecha.

### Ascensos
Los equipos que finalizaron en los dos primeros lugares de cada uno de los grupos clasificaron a un cuadrangular, cuyo ganador se consagró campeón y ascendió a la Primera División.
Por otro lado, los 4 equipos mejor ubicados en cada zona, excluyendo a los clasificados al cuadrangular, disputaron desde octavos de final un Torneo reducido por eliminación directa, al que en cuartos de final se sumaron los equipos que habían quedado afuera del cuadrangular en las semifinales del mismo y en semifinales el perdedor de la final por el campeonato. El ganador del Torneo reducido ascendió junto con el campeón.

### Descensos
Fueron definidos mediante una tabla de promedios determinados por el cociente entre los puntos obtenidos y los partidos jugados en la primera fase de las tres últimas temporadas. Había tres tablas: una por cada afiliación y otra tabla general. Los equipos que ocuparon los dos últimos puestos de la tabla correspondiente a los equipos metropolitanos descendieron a la Primera B Metropolitana, mientras que los equipos ubicados en los últimos dos lugares de la tabla correspondiente a los equipos del interior, descendieron al Torneo Argentino A. A su vez, los tres equipos peor ubicados en la tabla de descenso general, excluyendo a los ya descendidos, también perdieron la categoría, disputando la siguiente temporada en la tercera división.

## Clasificación Zona Interior y Metropolitana

### Interior
| Pos  | Equipo                  | Pts | PJ | PG | PE | PP | GF | GC | Dif |
| ---- | ----------------------- | --- | -- | -- | -- | -- | -- | -- | --- |
| 1.º  | Instituto               | 71  | 32 | 21 | 8  | 3  | 71 | 23 | 48  |
| 2.º  | Gimnasia (CdU)          | 55  | 32 | 15 | 10 | 7  | 42 | 32 | 10  |
| 3.º  | Racing (C)              | 52  | 32 | 15 | 7  | 10 | 43 | 42 | 1   |
| 4.º  | San Martín (M)          | 51  | 32 | 14 | 9  | 9  | 45 | 35 | 10  |
| 5.º  | San Martín (SJ)         | 50  | 32 | 14 | 8  | 10 | 44 | 33 | 11  |
| 6.º  | Almirante Brown (A)     | 50  | 32 | 13 | 11 | 8  | 44 | 36 | 8   |
| 7.º  | Gimnasia (J)            | 50  | 32 | 14 | 8  | 10 | 39 | 32 | 7   |
| 8.º  | Atlético de Rafaela     | 45  | 32 | 13 | 6  | 13 | 48 | 47 | 1   |
| 9.º  | Godoy Cruz              | 44  | 32 | 12 | 8  | 12 | 46 | 47 | -1  |
| 10.º | Atlético Tucumán        | 43  | 32 | 11 | 10 | 11 | 38 | 38 | 0   |
| 11.º | Villa Mitre             | 43  | 32 | 13 | 4  | 15 | 41 | 51 | -10 |
| 12.º | Juventud Antoniana      | 43  | 32 | 12 | 7  | 13 | 32 | 43 | -11 |
| 13.º | Independiente Rivadavia | 35  | 32 | 9  | 8  | 15 | 38 | 37 | 1   |
| 14.º | San Martín (T)          | 32  | 32 | 9  | 5  | 18 | 35 | 42 | -7  |
| 15.º | Olimpo                  | 32  | 32 | 9  | 5  | 18 | 36 | 52 | -16 |
| 16.º | General Paz Juniors     | 29  | 32 | 7  | 8  | 17 | 36 | 53 | -17 |
| 17.º | Cipolletti              | 25  | 32 | 5  | 10 | 17 | 34 | 69 | -35 |

|  |                                 |
|  | Clasificados a la final.        |
|  | Jugaron por el segundo ascenso. |

### Metropolitana
| Pos  | Equipo              | Pts | PJ | PG | PE | PP | GF | GC | Dif |
| ---- | ------------------- | --- | -- | -- | -- | -- | -- | -- | --- |
| 1.º  | Quilmes             | 50  | 24 | 15 | 5  | 4  | 46 | 18 | 28  |
| 2.º  | Banfield            | 49  | 24 | 14 | 7  | 3  | 41 | 19 | 22  |
| 3.º  | Arsenal             | 44  | 24 | 13 | 5  | 6  | 30 | 21 | 9   |
| 4.º  | Nueva Chicago       | 37  | 24 | 10 | 7  | 7  | 40 | 36 | 4   |
| 5.º  | Platense            | 33  | 24 | 9  | 6  | 9  | 32 | 25 | 7   |
| 6.º  | Central Córdoba (R) | 31  | 24 | 8  | 7  | 9  | 20 | 23 | -3  |
| 7.º  | All Boys            | 30  | 24 | 8  | 6  | 10 | 20 | 31 | -11 |
| 8.º  | Defensa y Justicia  | 29  | 24 | 8  | 5  | 11 | 29 | 31 | -2  |
| 9.º  | San Miguel          | 28  | 24 | 6  | 10 | 8  | 27 | 37 | -10 |
| 10.º | Tigre               | 26  | 24 | 5  | 11 | 8  | 18 | 22 | -4  |
| 11.º | Estudiantes (BA)    | 24  | 24 | 5  | 9  | 10 | 22 | 35 | -13 |
| 12.º | El Porvenir         | 19  | 24 | 2  | 13 | 9  | 17 | 27 | -10 |
| 13.º | Ferro Carril Oeste  | 18  | 24 | 3  | 9  | 12 | 22 | 39 | -17 |

|  |                                 |
|  | Clasificados a la final.        |
|  | Jugaron por el segundo ascenso. |

## Final
Disputaron un cuadrangular entre Instituto (Córdoba), Gimnasia y Esgrima (CdU), Quilmes y Banfield jugando dos partidos (ida y vuelta) a eliminación directa con ventaja deportiva para aquellos equipos que estaban mejor posicionados en la tabla, por lo que a igualdad de puntos y goles pasaban estos. Banfield se coronó campeón y ascendió directamente.
|  | Semifinales              | Semifinales | Semifinales |   |          | Final       | Final       | Final       |  |
|  | 22/4 y 28/4              | 22/4 y 28/4 | 22/4 y 28/4 |   |          | 12/5 y 20/5 | 12/5 y 20/5 | 12/5 y 20/5 |  |
|  |                          |             |             |   |          |             |             |             |  |
|  |                          |             |             |   |          |             |             |             |  |
|  | Banfield                 | 2           | 2           |   |          |             |             |             |  |
|  | Banfield                 | 2           | 2           |   |          |             |             |             |  |
|  | Instituto (Córdoba)      | 2           | 1           |   |          |             |             |             |  |
|  | Instituto (Córdoba)      | 2           | 1           |   | Banfield | 2           | 4           |             |  |
|  |                          |             |             |   | Banfield | 2           | 4           |             |  |
|  |                          |             | Quilmes     | 1 | 2        |             |             |             |  |
|  | Gimnasia y Esgrima (CdU) | 0           | Quilmes     | 1 | 2        | 1           |             |             |  |
|  | Gimnasia y Esgrima (CdU) | 0           |             |   |          | 1           |             |             |  |
|  | Quilmes (*)              | 1           | 0           |   |          |             |             |             |  |
|  | Quilmes (*)              | 1           | 0           |   |          |             |             |             |  |
|  |                          |             |             |   |          |             |             |             |  |

El equipo situado arriba es local en el partido de ida.
(*) Clasificado por la ventaja deportiva.

## Segundo ascenso
El "Torneo Reducido" lo integraron los equipos que ocuparon del tercer al sexto puesto inclusive de las dos zonas. Jugaron encuentros de ida y vuelta a eliminación directa, con ventaja deportiva para aquellos equipos que estaban mejor posicionados en la tabla. Instituto (Córdoba) y Gimnasia y Esgrima (CdU) se incorporaron en la segunda ronda, luego de perder en la instancia de semifinal por el campeonato. Por último, en semifinales se incorporó Quilmes, que perdió la final por el campeonato.
El ganador fue Nueva Chicago, que venció en las dos finales (ida y vuelta) a Instituto (Córdoba) y ascendió a Primera División.
|  | Octavos de final         | Octavos de final   | Octavos de final |                          |   | Cuartos de final | Cuartos de final | Cuartos de final |  |  | Semifinales  | Semifinales  | Semifinales  |  |  | Final     | Final     | Final     |
|  | 19/4 al 29/4             | 19/4 al 29/4       | 19/4 al 29/4     |                          |   | 12/5 al 19/5     | 12/5 al 19/5     | 12/5 al 19/5     |  |  | 26/5 al 30/5 | 26/5 al 30/5 | 26/5 al 30/5 |  |  | 2/6 y 9/6 | 2/6 y 9/6 | 2/6 y 9/6 |
|  |                          |                    |                  |                          |   |                  |                  |                  |  |  |              |              |              |  |  |           |           |           |
|  |                          |                    |                  |                          |   |                  |                  |                  |  |  |              |              |              |  |  |           |           |           |
|  |                          |                    |                  |                          |   |                  |                  |                  |  |  |              |              |              |  |  |           |           |           |
|  | San Martín (SJ)          | 2                  | 0                |                          |   |                  |                  |                  |  |  |              |              |              |  |  |           |           |           |
|  | San Martín (SJ)          | 2                  | 0                |                          |   |                  |                  |                  |  |  |              |              |              |  |  |           |           |           |
|  | Nueva Chicago            | 2                  | 1                |                          |   |                  |                  |                  |  |  |              |              |              |  |  |           |           |           |
|  | Nueva Chicago            | 2                  | 1                | Nueva Chicago            | 0 | 2                |                  |                  |  |  |              |              |              |  |  |           |           |           |
|  |                          |                    |                  |                          | 0 | 2                |                  |                  |  |  |              |              |              |  |  |           |           |           |
|  |                          | Gimnasia (CdU)     | 1                | 0                        |   |                  |                  |                  |  |  |              |              |              |  |  |           |           |           |
|  |                          | Gimnasia (CdU)     | 1                | 0                        |   |                  |                  |                  |  |  |              |              |              |  |  |           |           |           |
|  |                          |                    |                  |                          |   |                  |                  |                  |  |  |              |              |              |  |  |           |           |           |
|  |                          |                    |                  |                          |   |                  |                  |                  |  |  |              |              |              |  |  |           |           |           |
|  | Nueva Chicago            | 1                  | 0                |                          |   |                  |                  |                  |  |  |              |              |              |  |  |           |           |           |
|  | Nueva Chicago            | 1                  | 0                |                          |   |                  |                  |                  |  |  |              |              |              |  |  |           |           |           |
|  |                          | Quilmes            | 0                | 0                        |   |                  |                  |                  |  |  |              |              |              |  |  |           |           |           |
|  |                          | Quilmes            | 0                | 0                        |   |                  |                  |                  |  |  |              |              |              |  |  |           |           |           |
|  |                          |                    |                  |                          |   |                  |                  |                  |  |  |              |              |              |  |  |           |           |           |
|  |                          |                    |                  |                          |   |                  |                  |                  |  |  |              |              |              |  |  |           |           |           |
|  |                          |                    |                  |                          |   |                  |                  |                  |  |  |              |              |              |  |  |           |           |           |
|  |                          |                    |                  |                          |   |                  |                  |                  |  |  |              |              |              |  |  |           |           |           |
|  |                          |                    |                  |                          |   |                  |                  |                  |  |  |              |              |              |  |  |           |           |           |
|  |                          |                    |                  |                          |   |                  |                  |                  |  |  |              |              |              |  |  |           |           |           |
|  |                          |                    |                  |                          |   |                  |                  |                  |  |  |              |              |              |  |  |           |           |           |
|  |                          |                    |                  |                          |   |                  |                  |                  |  |  |              |              |              |  |  |           |           |           |
|  | Nueva Chicago            | 1                  | 3                |                          |   |                  |                  |                  |  |  |              |              |              |  |  |           |           |           |
|  | Nueva Chicago            | 1                  | 3                |                          |   |                  |                  |                  |  |  |              |              |              |  |  |           |           |           |
|  |                          | Instituto          | 0                | 2                        |   |                  |                  |                  |  |  |              |              |              |  |  |           |           |           |
|  | Almirante Brown (Arrec.) | Instituto          | 0                | 2                        | 1 | 0                |                  |                  |  |  |              |              |              |  |  |           |           |           |
|  | Almirante Brown (Arrec.) |                    |                  |                          | 1 | 0                |                  |                  |  |  |              |              |              |  |  |           |           |           |
|  | Arsenal                  | 0                  | 0                |                          |   |                  |                  |                  |  |  |              |              |              |  |  |           |           |           |
|  | Arsenal                  | 0                  | 0                | Almirante Brown (Arrec.) | 1 | 2                |                  |                  |  |  |              |              |              |  |  |           |           |           |
|  |                          |                    |                  |                          | 1 | 2                |                  |                  |  |  |              |              |              |  |  |           |           |           |
|  |                          | San Martín (M) (*) | 1                | 2                        |   |                  |                  |                  |  |  |              |              |              |  |  |           |           |           |
|  | Platense                 | San Martín (M) (*) | 1                | 2                        | 1 | 0                |                  |                  |  |  |              |              |              |  |  |           |           |           |
|  | Platense                 |                    |                  |                          | 1 | 0                |                  |                  |  |  |              |              |              |  |  |           |           |           |
|  | San Martín (M) (*)       | 0                  | 1                |                          |   |                  |                  |                  |  |  |              |              |              |  |  |           |           |           |
|  | San Martín (M) (*)       | 0                  | 1                | San Martín (M)           | 1 | 1                |                  |                  |  |  |              |              |              |  |  |           |           |           |
|  |                          |                    |                  |                          | 1 | 1                |                  |                  |  |  |              |              |              |  |  |           |           |           |
|  |                          | Instituto          | 0                | 3                        |   |                  |                  |                  |  |  |              |              |              |  |  |           |           |           |
|  | Central Córdoba          | Instituto          | 0                | 3                        | 4 | 1                |                  |                  |  |  |              |              |              |  |  |           |           |           |
|  | Central Córdoba          |                    |                  |                          | 4 | 1                |                  |                  |  |  |              |              |              |  |  |           |           |           |
|  | Racing (C)               | 0                  | 2                |                          |   |                  |                  |                  |  |  |              |              |              |  |  |           |           |           |
|  | Racing (C)               | 0                  | 2                | Central Córdoba          | 1 | 1                |                  |                  |  |  |              |              |              |  |  |           |           |           |
|  |                          |                    |                  |                          | 1 | 1                |                  |                  |  |  |              |              |              |  |  |           |           |           |
|  |                          | Instituto          | 3                | 3                        |   |                  |                  |                  |  |  |              |              |              |  |  |           |           |           |
|  |                          | Instituto          | 3                | 3                        |   |                  |                  |                  |  |  |              |              |              |  |  |           |           |           |
|  |                          |                    |                  |                          |   |                  |                  |                  |  |  |              |              |              |  |  |           |           |           |
|  |                          |                    |                  |                          |   |                  |                  |                  |  |  |              |              |              |  |  |           |           |           |

El equipo situado arriba es local en el partido de ida.
(*) Clasificado por la ventaja deportiva.

## Promoción con Primera División
La disputaron entre los que ocuparon el decimoséptimo (Argentinos Juniors) y decimoctavo (Belgrano (Cba.)) del promedio del descenso de Primera División y los dos equipos mejor posicionados en la tabla general de la Primera B Nacional, que no hayan ascendido (Quilmes e Instituto (Córdoba)). Los equipos que estaban en la máxima categoría tenían ventaja deportiva.
| Quilmes                                                        | 1 - 0 | Belgrano (Cba.) | 13 de junio de 2001 |
| Belgrano (Cba.)                                                | 1 - 0 | Quilmes         | 16 de junio de 2001 |
| Belgrano (Cba.) conservó la categoría por la ventaja deportiva |       |                 |                     |

| Instituto (Córdoba)                                               | 0 - 0 | Argentinos Juniors  | 13 de junio de 2001 |
| Argentinos Juniors                                                | 1 - 1 | Instituto (Córdoba) | 16 de junio de 2001 |
| Argentinos Juniors conservó la categoría por la ventaja deportiva |       |                     |                     |

## Tabla de descenso
Fueron contabilizadas la presente temporada y las dos anteriores. Descendieron los últimos dos equipos de cada una de las afiliaciones y también los tres peores equipos de la tabla de descenso general.

### Interior
| Pos  | Equipo                   | Promedio | 1998/99 | 1999/00 | 2000/01 | Total | PJ |
| ---- | ------------------------ | -------- | ------- | ------- | ------- | ----- | -- |
| 1.º  | Instituto                | 2,064    | 57      | -       | 71      | 128   | 62 |
| 2.º  | Gimnasia (J)             | 1,562    | -       | -       | 50      | 50    | 32 |
| 3.º  | Atlético de Rafaela      | 1,521    | 44      | 51      | 45      | 140   | 92 |
| 4.º  | Gimnasia y Esgrima (CdU) | 1,510    | 37      | 47      | 55      | 139   | 92 |
| 5.º  | San Martín (M)           | 1,510    | 38      | 50      | 51      | 139   | 92 |
| 6.º  | Racing (C)               | 1,451    | -       | 38      | 52      | 90    | 62 |
| 7.º  | Juventud Antoniana       | 1,467    | 46      | 46      | 43      | 135   | 92 |
| 8.º  | San Martín (SJ)          | 1,467    | 36      | 49      | 50      | 135   | 92 |
| 9.º  | Almirante Brown (A)      | 1,434    | 42      | 40      | 50      | 132   | 92 |
| 10.º | Atlético Tucumán         | 1,402    | 57      | 29      | 43      | 129   | 92 |
| 11.º | Villa Mitre              | 1,354    | -       | 41      | 43      | 84    | 62 |
| 12.º | Independiente Rivadavia  | 1,290    | -       | 45      | 35      | 80    | 62 |
| 13.º | Godoy Cruz               | 1,271    | 30      | 43      | 44      | 117   | 92 |
| 14.º | Olimpo                   | 1,260    | 43      | 41      | 32      | 116   | 92 |
| 15.º | San Martín (T)           | 1,152    | 46      | 28      | 32      | 106   | 92 |
| 16.º | Cipolletti               | 1,097    | 53      | 23      | 25      | 101   | 92 |
| 17.º | General Paz Juniors      | 0,906    | -       | -       | 29      | 29    | 32 |

|  | Descendieron al Torneo Argentino A. |

### Metropolitana
| Pos  | Equipo              | Promedio | 1998/99 | 1999/00 | 2000/01 | Total | PJ |
| ---- | ------------------- | -------- | ------- | ------- | ------- | ----- | -- |
| 1.º  | Quilmes             | 1,777    | 47      | 63      | 50      | 160   | 90 |
| 2.º  | Arsenal             | 1,733    | 57      | 55      | 44      | 156   | 90 |
| 3.º  | Banfield            | 1,677    | 43      | 59      | 49      | 151   | 90 |
| 4.º  | Defensa y Justicia  | 1,388    | 44      | 52      | 29      | 125   | 90 |
| 5.º  | Platense            | 1,344    | -       | 45      | 33      | 78    | 58 |
| 6.º  | Tigre               | 1,266    | 43      | 45      | 26      | 114   | 90 |
| 7.º  | El Porvenir         | 1,266    | 45      | 50      | 19      | 114   | 90 |
| 8.º  | Nueva Chicago       | 1,266    | 44      | 33      | 37      | 114   | 90 |
| 9.º  | Central Córdoba (R) | 1,244    | 43      | 38      | 31      | 112   | 90 |
| 10.º | All Boys            | 1,222    | 51      | 29      | 30      | 110   | 90 |
| 11.º | San Miguel          | 1,177    | 43      | 35      | 28      | 106   | 90 |
| 12.º | Estudiantes (BA)    | 1,000    | -       | -       | 24      | 24    | 24 |
| 13.º | Ferro Carril Oeste  | 0,750    | -       | -       | 18      | 18    | 24 |

|  | Descendieron a la Primera B Metropolitana. |

### General
| Pos  | Equipo                   | Promedio | 1998/99 | 1999/00 | 2000/01 | Total | PJ |
| ---- | ------------------------ | -------- | ------- | ------- | ------- | ----- | -- |
| 1.º  | Instituto                | 2,064    | 57      | -       | 71      | 128   | 62 |
| 2.º  | Quilmes                  | 1,777    | 47      | 63      | 50      | 160   | 90 |
| 3.º  | Arsenal                  | 1,733    | 57      | 55      | 44      | 156   | 90 |
| 4.º  | Banfield                 | 1,677    | 43      | 59      | 49      | 151   | 90 |
| 5.º  | Gimnasia (J)             | 1,562    | -       | -       | 50      | 50    | 32 |
| 6.º  | Atlético de Rafaela      | 1,521    | 44      | 51      | 45      | 140   | 92 |
| 7.º  | Gimnasia y Esgrima (CdU) | 1,510    | 37      | 47      | 55      | 139   | 92 |
| 8.º  | San Martín (M)           | 1,510    | 38      | 50      | 51      | 139   | 92 |
| 9.º  | Juventud Antoniana       | 1,467    | 46      | 46      | 43      | 135   | 92 |
| 10.º | San Martín (SJ)          | 1,467    | 36      | 49      | 50      | 135   | 92 |
| 11.º | Racing (C)               | 1,451    | -       | 38      | 52      | 90    | 62 |
| 12.º | Almirante Brown (A)      | 1,434    | 42      | 40      | 50      | 132   | 92 |
| 13.º | Atlético Tucumán         | 1,402    | 57      | 29      | 43      | 129   | 92 |
| 14.º | Defensa y Justicia       | 1,388    | 44      | 52      | 29      | 125   | 90 |
| 15.º | Villa Mitre              | 1,354    | -       | 41      | 43      | 84    | 62 |
| 16.º | Platense                 | 1,344    | -       | 45      | 33      | 78    | 58 |
| 17.º | Independiente Rivadavia  | 1,290    | -       | 45      | 35      | 80    | 62 |
| 18.º | Godoy Cruz               | 1,271    | 30      | 43      | 44      | 117   | 92 |
| 19.º | El Porvenir              | 1,266    | 45      | 50      | 19      | 114   | 90 |
| 20.º | Nueva Chicago            | 1,266    | 44      | 33      | 37      | 114   | 90 |
| 21.º | Tigre                    | 1,266    | 43      | 45      | 26      | 114   | 90 |
| 22.º | Olimpo                   | 1,260    | 43      | 41      | 32      | 116   | 92 |
| 23.º | Central Córdoba (R)      | 1,244    | 43      | 38      | 31      | 112   | 90 |
| 24.º | All Boys                 | 1,222    | 51      | 29      | 30      | 110   | 90 |
| 25.º | San Miguel               | 1,177    | 43      | 35      | 28      | 106   | 90 |
| 26.º | San Martín (T)           | 1,152    | 46      | 28      | 32      | 106   | 92 |
| 27.º | Cipolletti               | 1,097    | 53      | 23      | 25      | 101   | 92 |
| 28.º | Estudiantes (BA)         | 1,000    | -       | -       | 24      | 24    | 24 |
| 29.º | General Paz Juniors      | 0,906    | -       | -       | 29      | 29    | 32 |
| 30.º | Ferro Carril Oeste       | 0,750    | -       | -       | 18      | 18    | 24 |

|  | Descendieron a la tercera categoría por su ubicación en esta tabla.          |
|  | Habían descendido por su ubicación en la tabla de descenso de su afiliación. |

## Descensos
Descendieron siete equipos. Cuatro por peor promedio de la zona: General Paz Jrs. (Córdoba) y Cipolletti (RN), por la zona Interior; Ferro C. Oeste y Estudiantes (Bs. As.), por la zona Metropolitana. Los otros tres equipos descendieron por peor promedio general (excluyendo a los cuatro por cada zona) fueron San Martín (Tucumán), San Miguel y All Boys. 

## Temporadas disputadas
| Campeonatos disputados | Campeonatos disputados | Campeonatos disputados |
| ---------------------- | ---------------------- | ---------------------- |
| Campeonato 1986/87     | Campeonato 1996/97     | Campeonato 2006/07     |
| Campeonato 1987/88     | Campeonato 1997/98     | Campeonato 2007/08     |
| Campeonato 1988/89     | Campeonato 1998/99     | Campeonato 2008/09     |
| Campeonato 1989/90     | Campeonato 1999/00     | Campeonato 2009/10     |
| Campeonato 1990/91     | Campeonato 2000/01     | Campeonato 2010/11     |
| Campeonato 1991/92     | Campeonato 2001/02     | Campeonato 2011/12     |
| Campeonato 1992/93     | Campeonato 2002/03     | Campeonato 2012/13     |
| Campeonato 1993/94     | Campeonato 2003/04     | Campeonato 2013/14     |
| Campeonato 1994/95     | Campeonato 2004/05     |                        |
| Campeonato 1995/96     | Campeonato 2005/06     |                        |